# Casa Duschnitz
Casa Duschnitz, cunoscută și sub denumirea de Casa Dușniț, este o clădire situată în pe strada Str. Anton Pann, nr. 1 din cartierul Fabric din Timișoara.
Face parte din Situl urban „Fabric” (I), monument istoric cod LMI TM-II-s-B-06096.
Clădirea nu trebuie confundată cu Villa Duschnitz (Haus Duschnitz) din Viena.

## Istorie
Imobilul cunoscut sub numele de “Casa Duschnitz” a fost construit  în jurul anilor 1860-1870, arhitectul nefiind cunoscut.
Denumirea clădirii provine de la László Duschnitz, un comerciant de origine evreiască, care deținea proprietatea. În primele decenii ale secolului XX, clădirea găzduia un magazin de mărunțișuri și obiecte de modă la parter, deținut de către proprietarul clădirii. Ulterior, afacerea a fost preluată și gestionată de Maximilian Duschnitz. De-a lungul multor ani, etajul clădirii a fost ocupat de o Casă de Economii, deservind comunitatea locală.

## Descriere
Construită într-un stil eclectic, clădirea îmbină elemente clasice și neoromanice în ornamentele sale.  Așa cum era specific pentru casele de raport din ultima parte a secolului al XIX-lea, această construcție dispunea de apartamente cu camere vagon, amplasate la etajele superioare, accesibile prin intermediul unei case de scară sau a unei curți interioare comune.
Clădirea se află într-o stare precară, ca multe alte clădiri din zona Fabric, în prezent, derulându-se un proiect de reabilitare al clădirii existente, cu accent pe remedierea deteriorărilor la nivelul șarpantei, fațadelor și tâmplăriilor. Acest demers are ca scop restabilirea și revitalizarea structurii, pentru a-i reda strălucirea și funcționalitatea inițială.